# Slizjanka
Slizjanka (ryska: Слижанка) är ett vattendrag i Belarus.   Det ligger i voblasten Minsks voblast, i den norra delen av landet, 50 km norr om huvudstaden Minsk.
I omgivningarna runt Slizjanka växer i huvudsak blandskog. Runt Slizjanka är det glesbefolkat, med 18 invånare per kvadratkilometer.